# Cemitério da Candelária

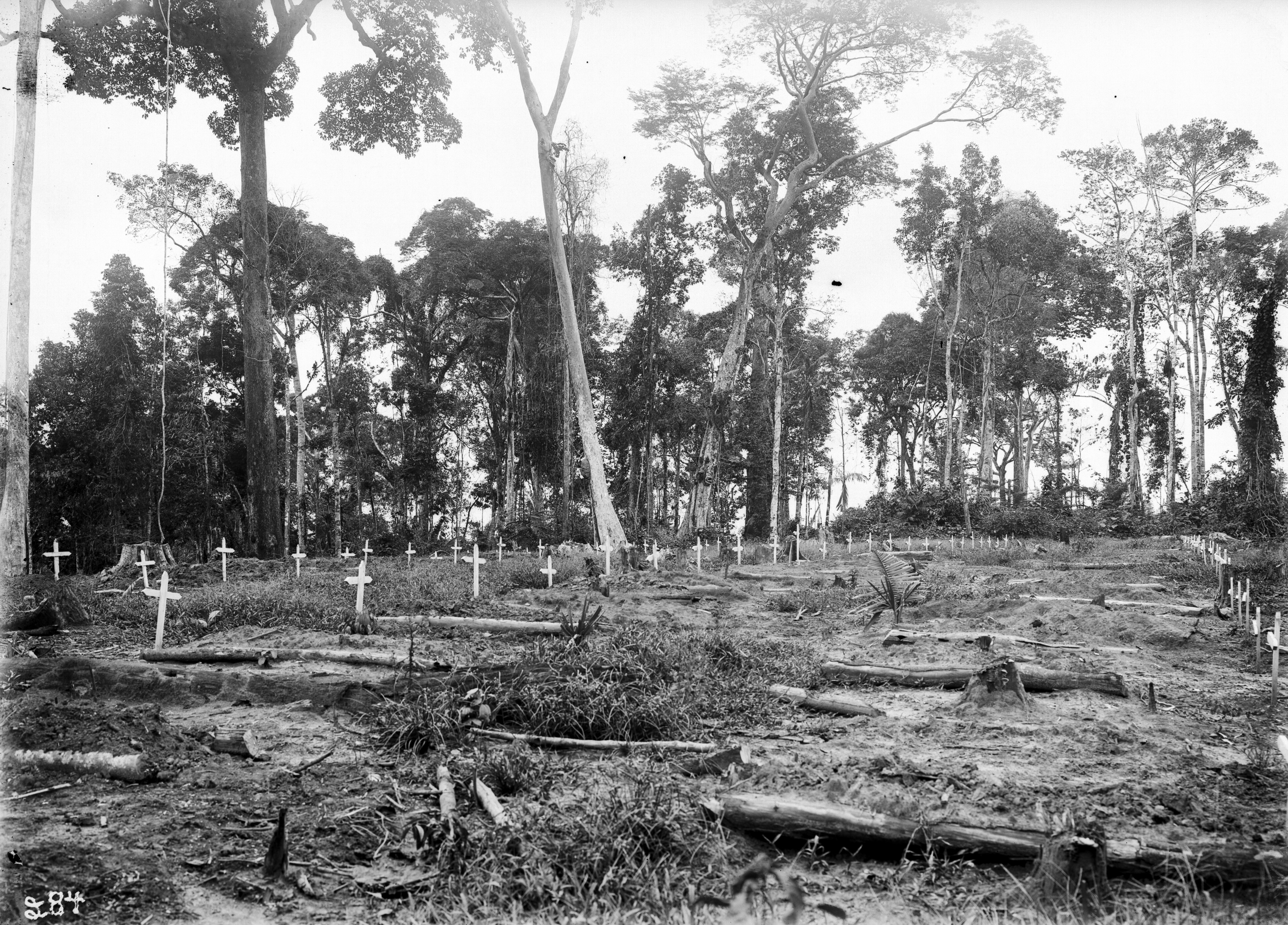
Cemitério da Candelária, localizado atrás do Hospital da Candelária, foto do início do século XX de Dana Merrill.

Cemitério da Candelária foi um cemitério utilizado para sepultar os operários estrangeiros mortos durante a construção da Estrada de Ferro Madeira Mamoré. O local fica a dois quilômetros do centro da cidade de Porto Velho, ao lado do Hospital da Candelária.

## História
Ao contrário do que se possa parecer, o cemitério foi devidamente projetado, alguns engenheiros da ferrovia São Paulo-Rio Grande partiram para Madeira Mamoré, entre eles Olívio Gomes, que teve como primeira missão projetar o Cemitério da Candelária  .
Nele foram enterrados 1.593 trabalhadores que vieram de 22 países diferentes, segundo os registros do Hospital da Candelária, criado para tratar de funcionários da ferrovia entre os anos de 1907 e 1912. Lá estão enterrados espanhóis, antilhanos, portugueses, gregos, bolivianos, italianos, venezuelanos, colombianos, chineses, turcos, peruanos, barbadianos, alemães, franceses, ingleses, austríacos, árabes, russos, porto-riquenhos, japoneses e dinamarqueses que a Madeira-Mamoré Railway Company recrutou no mundo inteiro para trabalharem na construção ferrovia . Após a inauguração da ferrovia em 1912, a maioria dos estrangeiros retornaram para suas terras de origem, deixando lá os que foram sepultados.
Até 1912 permaneceu como um cemitério só para estrangeiros, com exceção de uma única jovem brasileira, Lydia Xavier, mas mesmo assim, sua lápide está em inglês. Seu sepultamento foi discreto e neste cemitério para não revelar o romance entre a jovem e um engenheiro norte-americano. Após uma briga com o amante, a jovem suicidou-se . 
Após 1912, brasileiros passaram a ser enterrados na Candelária também, como Carlos Augusto Serzedelo, enterrado em 1917 e estima-se que existam em torno de quatro a cinco mil pessoas enterradas após 1912, porém ainda é uma incógnita o motivo de terem sido igualmente esquecidas (muitas sem nomes, lápides) .
Uma característica distinta deste cemitério é a ausência de sentimentalidade nas lápides, que pode ser explicada pela distância da família. As placas sobre os túmulos continham somente o nome, data do falecimento e a idade . 
Após o término das obras da ferrovia, foram enterrados outras 4.000 pessoas até a sua desativação que ocorreu em 1920.

## Pesquisas arqueológicas
No ano de 2018, durante obras de reparação no cemitério, foi encontrado um sítio arqueológico pré-colonial. Entre os achados, estão pedaços de cerâmica e ferramenta.
| “                                            | “Os trabalhos realizados aqui servirão para o resgate da cultura e patrimônio de Porto Velho. Um dos trabalhos que fazemos é com o pessoal da arquelogia, que identificam vestígios mais antigo do próprio cemitério, que agora identificaram que há um sítio arqueológico no local. Esse trabalho servirá para nortear as obras sem implicar nesses achados históricos. | ” |
| — Kaio Ribeiro, coordenador de meio ambiente | |   |